# Кумано хаятама тайся
Кумано хаятама тайся (яп. 熊野速玉大社, также Кумано-Сингу (新宮) и Сингу Гонгэн) — синтоистское святилище в городе Сингу, префектура Вакаяма, Япония, находится у впадения реки Куманогава в Тихий океан.

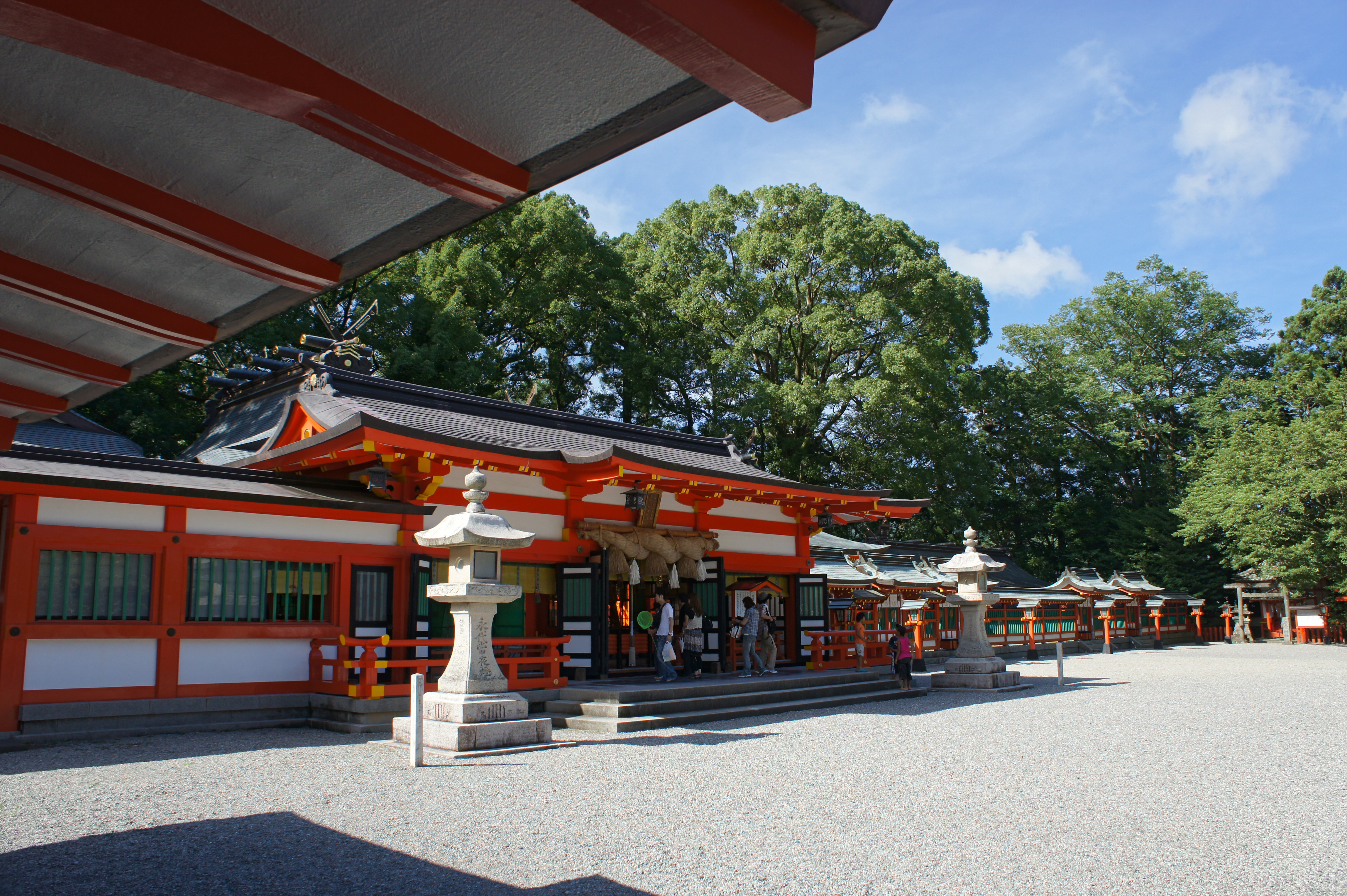
Кумано хаятама тайся

Кумано хаятама тайся входит в число «Трёх священных гор Кумано» (яп. 熊野三山), другие два синтоистских святилища — Кумано нати тайся (яп. 熊野那智大社) и Кумано хонгу тайся (яп. 熊野本宮大社).

## История
Согласно легендам, святилище было основано во время правления императора Кэйко. Кумано хаятама тайся упоминается уже в «Энгисики» как тайся.
Изначально местным ками поклонялись на месте нынешнего святилища Камикура-дзиндзя, построенного под священным валуном Готобики-ива. Археологические находки доказывают, что уже в III веке он являлся объектом поклонения. Позже святилище перенесли на нынешнее место, отчего его стали называть «Сингу» («новый храм»).
В средневековье с X века бэтто (главный священник) Кумано считался ответственным за весь регион. Власти нередко обращались к ним за военной помощью, так как под их руководством находились отряды монахов-воинов. Например, в 1114 году они выступили против пиратов, базировавшихся на западном побережье полуострова Кии около Сирахамы. В 1185 году бэтто Тандзо, после уговоров своего сына Бэнкэя и петушиного гадания, решил поддержать род Минамото и отправил на помощь им флот в 200 кораблей, участвовавший в знаменитой битве при Данноуре, где силы рода Тайра были разгромлены.
Вплоть до конца периода Камакура каждые 33 года проводилась полная перестройка кумирен (сэнгу), пока правительство не перестало финансово поддерживать регулярные перестройки. Лишь в период Намбоку-тё сёгун Асикага Ёсимицу снова стал поддерживать перестройки кумирни из правительственных средств.
Современное сооружение относится к 1952 году. К святилищу относится также гора Гонгэнъяма с многочисленными святынями, в частности кумирня Камикура-дзиндзя. Почитается также священное дерево (наги-но ки) типа Podocarpus nagi. Считается, что это дерево было посажено Тайра-но Сигэмори в 1159 году и сейчас достигает диаметра 4,5 м у корня и высоты 17,6 м.
С 1871 по 1946 год (эпоха Мэйдзи) святилище называлось «Новый храм Кумано» (Кумано-Сингу), было официально причислено к кампэй-тайся (яп. 官幣大社 большие императорские храмы) — высшей категории поддерживаемых государством святилищ. В начале эпохи храм многократно страдал от пожаров, но главные его ценности уцелели.

## Ками
Обычно местное божество, Хаятама-но омиками, считается воплощением Идзанаги; иногда же оно рассматривается как божество, появившееся из слюны Идзанаги после его побега из страны мёртвых, тогда его называют Хаятама-но во.
Другое божество — Мусуби омиками или Фусуми-но оками, считается воплощением Идзанами. По одной из версий, имеющихся в Нихон сёки, Идзанами похоронена именно в Кумано (а не в Идзумо, как обычно считается), неподалёку, в Хана-но ивая, находится и вход в страну мёртвых, который запечатал валуном Идзанаги. Это является одной из причин почитания валунов и необычных скал в Кумано.
В синкретической интерпретации Кумано-Гонгэн, собирательное имя местных божеств, считался воплощением Якуси Нёрай, Будды медицины.
В музее выставлена деревянная статуя го-синтай, копия которой имеется также в святилище Кумано нати тайся.

## Архитектура
В святилище попадают через ворота осиммон. Как и в Кумано хонгу тайся, главные здания святилища выстроены в ряд за забором. Перед каждым из них в заборе есть крытые ворота, перед которыми верующие могут молиться соответствующему божеству. В отличие от Хонгу, в Сингу все деревянные элементы окрашены киноварью, а стены побелены. Всего в храме поклоняются шестнадцати ками, которым посвящены пять хондэнов. Крайний левый посвящён Мусуби-омиками, а соседний — Хаятама-но омиками — двум главным божествам этого храма. Они построены в стиле касуга-дзукури, щипец расположен со стороны фасада. Перед ними находится маленький хондэн (2х3 пролёта), называемый райдэн. Следующий хондэн, построенный в стиле нагарэ-дзукури, посвящён трём ками, а последний, длинный и узкий — десяти. Все здания крыты медью и, за исключением райдэна, были отремонтированы в 1952 году.

## Мацури
В храме отмечают два крупных мацури (синтоистских праздника). Известен праздник Ото-мацури (фестиваль факелов), который празднуется 6 февраля. На него около двух тысяч мужчин и мальчиков с факелами собираются у Камикура-дзиндзя, и по условному сигналу несутся вниз по каменным ступеням, образуя огненный поток. Главный мацури святилища проводится 15-16 октября. На второй день праздника к острову Мифунэдзима на реке Кумано плывут наперегонки девять вёсельных лодок, за которыми следует украшенная лодка с паланкином микоси. Праздник проводится в память об участии бойцов из Кумано в борьбе с местными пиратами.